# Paproć (Beskid Wyspowy)

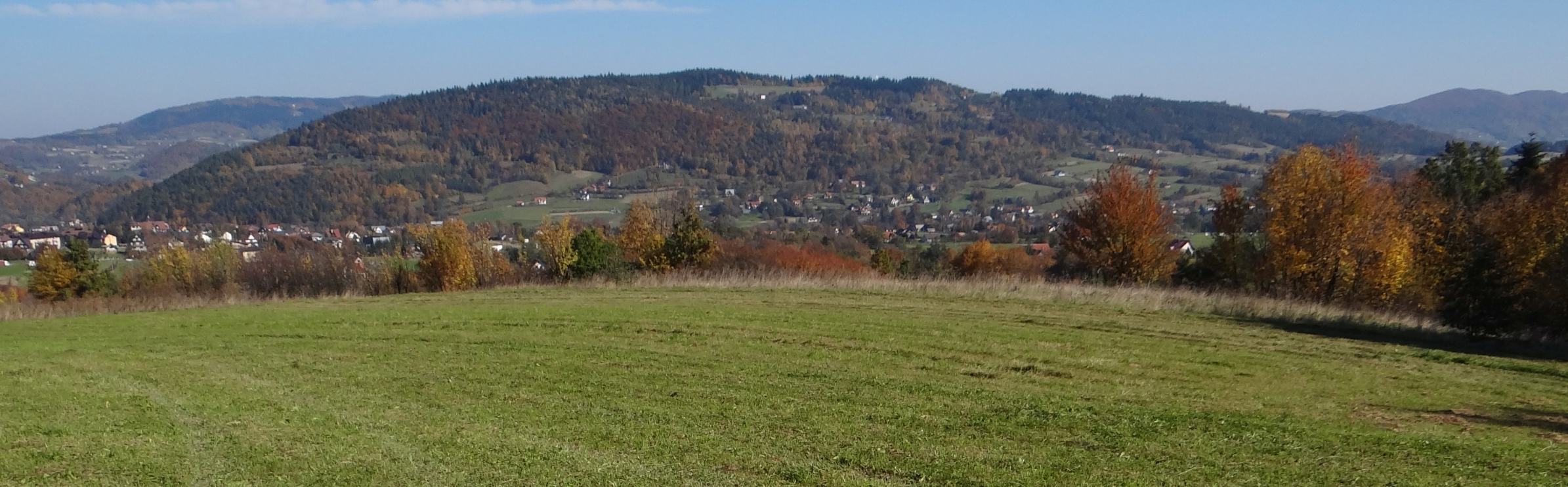
Widok na Paproć z podnóży Łopienia

Paproć (643 m) – szczyt w Beskidzie Wyspowym. Przez miejscową ludność nazywany jest także Koszarską Górą lub Rysią Górą. Jest to wzniesienie z wyrównanym szczytem w formie obszernego płaskowyżu, położone między doliną rzeki Łososina od północy a drogą nr 28 z Mszany Dolnej do Limanowej od południa. Ma dwa szczyty: Paproć 643 m (zachodni) i położony 420 m na południowy wschód szczyt Góry Rysie (630 m). Stoki zachodnie opadają do doliny potoku Słopniczanka, wschodnie potoku Sowlinka. Zakończeniem północnego grzbietu Paproci jest wzniesienie Młyńskiej Góry, opływane przez Łososinę. Paproć wznosi się nad miejscowościami: Tymbark, Piekiełko, Łososina Górna, Koszary, Limanowa i Zamieście.
Mimo niedużej wysokości, z otwartych polan na szczycie Paproci oryginalne i rozległe panoramy na Beskid Wyspowy. Panorama widokowa (w kierunku od wschodu na zachód) obejmuje Kostrzę, Pasierbiecką Górę wraz z Kamionną, Pasmo Łososińskie, Ostrą, Cichoń, Przełęcz Słopnicką, Mogielicę, Łopień, Ćwilin, Przełęcz Gruszowiec i Śnieżnicę, jak również rozłożone w dolinach i na stokach gór miejscowości: Łososina Górna, Pasierbiec, Laskowa, Limanowa, Słopnice, Dobra, Tymbark. Przy dobrej widoczności widoczny jest Kraków.
Od strony Łososiny Górnej prowadzi na szczyt Paproci droga asfaltowa (miejscami bardzo stroma). Na szczycie wznosi się stalowy krzyż i kaplica pw. Matki Boskiej Królowej Beskidów, wybudowana przez wiernych z okolicy, jako wotum na przełom tysiącleci. Jest tam również tablica informacyjna dla turystów i ławki. Co roku gmina Limanowa organizuje na Paproci modlitewne spotkania „O bezpieczne lato i czyste środowisko”.
Przez Paproć prowadzi szlak turystyki pieszej, wyznakowano także szlaki rowerowe, które zaczynają się u zachodnich podnóży Paproci, przy potoku Słopniczanka. Na potoku tym u podnóży Paproci znajduje się także zespół głazów i wychodni skalnych Tabacorz (przy kładce dla pieszych).

## Szlaki turystyki pieszej
zielony z Limanowej przez Paproć do Tymbarku.